# ゲーム差
ゲーム差（ゲームさ、GB: games behind/games back）は、リーグ戦等において、上位チームと下位チームがどの程度離れているかを表す指標。
野球やバスケットボールのリーグ戦においてよく使用される。

## 算出方法
勝率で上位を決める場合は、上位を基準にして以下のような数式になる。
- ゲーム差 = {(上位チームの勝数 - 下位チームの勝数) + (下位チームの敗数 - 上位チームの敗数)} ÷ 2

試合数が同じで引分数も同じであれば、上位と下位の関係は、勝数が上位＞下位、負数が上位＜下位となるため、ゲーム差は正の数になる。しかし、試合数が少ない上位チームと試合数が多い下位チームとの間では負の数になる場合もあり得る。
一方、勝数で上位が決まる場合は、上述の数式でも良いが、計算途中が正の数のみで表現できる以下のように書き換えることもできる。
- ゲーム差 = {(上位チームの勝数 - 下位チームの勝数) - (下位チームの敗数 - 上位チームの敗数)} ÷ 2

この場合には、ゲーム差がマイナスになることは無い。
ゲーム差は、上位チームAに下位チームBが追いつくには直接対戦で最低何試合を要するか、を示すために用いられている。例えば、9勝5敗のチームBが10勝4敗のチームAに追いつくためには、直接対戦で1勝すれば、同じ10勝5敗で並ぶことになる。このとき、AとBの間のゲーム差は1であるが、勝利数と敗戦数の差数（差数が正 = 勝利数が上回っている場合は俗に「貯金」と言われ、差数が負 = 敗戦数が上回っている場合は俗に「借金」と言われる）に着目すると、Aの勝敗数の差数6に対しBの勝敗数の差数4と、両者の勝敗数の差数を比較すると2つの差がある。すなわち、1ゲーム差は両者の勝敗数の差数（貯金あるいは借金）の差を2で除して得られる数である。

## 課題
ゲーム差の概念が生まれたメジャーリーグベースボールには引分が存在しないため、貯金数（勝数差）は勝率と連動している。しかし日本のプロ野球では引分が存在しており、試合数から引分を除外して勝率を計算している。この場合、勝率における1試合の勝敗の価値はチームごとに、そのチームの引分試合数によって変動してしまう。計算上の極端な例を挙げると、全試合の半分を引き分けたチームの1勝は、引き分け無しのチームの2勝と等価である。これはマイナスの側にも作用し、全試合の半分を引き分けたチームの1敗は、引き分け無しのチームの2敗に相当することになる。ただしここまで極端な状態になることはまずない。
そういった順位計算における差異などもあり、日本ではゲーム差が有効な指標としての機能を果たさない場面も多く、該当チーム同士の引き分け数が異なる場合はゲーム差0でありながら勝率によって順位差が付くことは非常に多い。そのため日本のプロ野球における「ゲーム差」は全体の順位状況を大雑把に把握するための曖昧な目安でしかなく、例えば「3ゲーム差の2チームが直接対決3試合を行い、下位のチームが3勝した場合」どちらのチームが上位に来るのか（または同率で並ぶのか）を「ゲーム差のみで」判断することが出来ない。
引き分けを含めた勝敗にゲーム差を無理やり当てはめることで起こる問題として、例えば貯金数はAがBよりも多いが、勝率ではBがAを上回るというケースが生じる。
- Aチームが3勝1敗、Bチームが1勝0敗3分の場合、Aチームの貯金は2で勝率.750、Bチームの貯金は1で勝率1.00のため、Bチームはゲーム差マイナス0.5ながら勝率は上ということになる。

最終的にマイナスゲーム差が発生した例として、2008年のイースタン・リーグでシーズン終了時に東京ヤクルトスワローズが2位の読売ジャイアンツより貯金数では少ないながらも勝率で上回り、優勝したという事例が挙げられる。
| 順位 | チーム   | 試合 | 勝利 | 敗北 | 引分 | (貯金) | 勝率 | ゲーム差 |
| ---- | -------- | ---- | ---- | ---- | ---- | ------ | ---- | -------- |
| 1位  | ヤクルト | 96   | 55   | 34   | 7    | (21)   | .618 |          |
| 2位  | 巨人     | 96   | 58   | 36   | 2    | (22)   | .617 | -0.5     |

その他、ペナントレース終盤に該当チーム間の引き分け数や消化試合数に大差が生じたことによるマイナスゲーム差の例としては、2016年のパシフィック・リーグや2021年のセントラル・リーグなどがある。
2016年のパ・リーグは典型的なマイナスゲーム差の例であり、8月26日時点で首位の福岡ソフトバンクホークスが2位の北海道日本ハムファイターズより貯金数では少ないながらもマイナス0.5ゲーム差という形で勝率で上回っている。
| 順位 | チーム       | 試合 | 勝利 | 敗北 | 引分 | (貯金) | 勝率 | ゲーム差 |
| ---- | ------------ | ---- | ---- | ---- | ---- | ------ | ---- | -------- |
| 1位  | ソフトバンク | 117  | 69   | 43   | 5    | (26)   | .616 |          |
| 2位  | 日本ハム     | 118  | 72   | 45   | 1    | (27)   | .615 | -0.5     |

2021年のセ・リーグは、8月28日時点でリーグ最多の貯金を有する阪神タイガースが首位、1.5ゲーム差で2位巨人、阪神に2ゲーム差で3位ヤクルトが追う展開だったが、翌29日の結果（阪神●、巨人○、ヤクルト○）により、巨人、ヤクルトが勝率で阪神を上回り、阪神は貯金数ではリーグ最多のままながら巨人とマイナス0.5ゲーム差、ヤクルトとマイナス1ゲーム差の3位に転落した。
同年のプロ野球は新型コロナウイルス感染対策として、展開に関係なく9回終了時点で試合を終了するため引き分けが激増しており、8月終了時点で阪神以外の11球団は10以上の引き分けを記録しているのに対し、阪神の引き分け数は3のため、勝率計算における分母（勝数+敗数）に大きな差が生じた。
| 順位 | チーム   | 試合 | 勝利 | 敗北 | 引分 | (貯金) | 勝率 | ゲーム差 |
| ---- | -------- | ---- | ---- | ---- | ---- | ------ | ---- | -------- |
| 1位  | 阪神     | 98   | 55   | 40   | 3    | (15)   | .579 |          |
| 2位  | 巨人     | 98   | 49   | 37   | 12   | (12)   | .570 | 1.5      |
| 3位  | ヤクルト | 92   | 46   | 35   | 11   | (11)   | .568 | 2        |

| 順位 | チーム   | 試合 | 勝利 | 敗北 | 引分 | (貯金) | 勝率  | ゲーム差 |
| ---- | -------- | ---- | ---- | ---- | ---- | ------ | ----- | -------- |
| 1位  | 巨人     | 99   | 50   | 37   | 12   | (13)   | .575  |          |
| 2位  | ヤクルト | 93   | 47   | 35   | 11   | (12)   | .5731 | 0.5      |
| 3位  | 阪神     | 99   | 55   | 41   | 3    | (14)   | .5729 | -0.5     |

## 報道におけるゲーム差の表示
アメリカでは、主に野球（大リーグやマイナーリーグ）、バスケットボール（NBA）でゲーム差が用いられる。アメリカの報道機関は、ゲーム差は常に首位とのゲーム差として表示する。
日本の報道機関がプロ野球の順位表を掲げるとき、大きく2つの方式が存在する。一つは首位チームを基準として、首位チームと各チームとの間のゲーム差を表示する方式（前述のアメリカ方式）で、もう一つは直近の上位チームとのゲーム差を表示する方式である。
前者の方式を採用している主な報道機関には、朝日新聞、日刊スポーツ、スポーツニッポン（東京・北海道・九州版）、スポーツ報知、サンケイスポーツ（東京版）、週刊ベースボール、日本テレビ、TBS、フジテレビ（プロ野球ニュース=CSや一部の中継では後者を使う場合がある）、テレビ朝日、テレビ東京、TOKYO MXなどがある。
後者の方式を採用している主な報道機関には、毎日新聞、読売新聞、産経新聞、日本経済新聞、サンスポとスポニチのそれぞれ大阪版、NHKなどがある。

## 記録
2位以下チームが1位チームから大逆転優勝した最大ゲーム差の記録は以下。
- 日本プロ野球（NPB）の一軍 - 1963年の西鉄ライオンズ（パシフィック・リーグ）。南海ホークスと最大14.5ゲーム差を逆転して優勝。しかし、この年の日本シリーズでは読売ジャイアンツに敗退。
  - セントラル・リーグでは2008年の読売ジャイアンツ。阪神タイガースと最大13ゲーム差を逆転して優勝（メークレジェンド）。しかし、この年の日本シリーズでは埼玉西武ライオンズに敗退。
- メジャーリーグベースボール（MLB） - 1914年にボストン・ブレーブス（現：アトランタ・ブレーブス）が、ニューヨーク・ジャイアンツ（現：サンフランシスコ・ジャイアンツ）と最大15ゲーム差を逆転して優勝。更にこの年のワールドシリーズでもフィラデルフィア・アスレチックス（現：オークランド・アスレチックス）を破り世界一。